# Cobertura de arestas (teoria dos grafos)
Em teoria dos grafos, uma cobertura de arestas de um grafo é um conjunto de arestas tal que todo vértice do grafo é incidente a pelo menos uma aresta do conjunto.
Em ciência da computação, o problema da cobertura mínima de arestas é o problema de se encontrar uma cobertura de arestas de tamanho mínimo. É um problema de otimização que pertence a classe de problemas de cobertura e pode ser resolvido em tempo polinomial.

## Definição
Formalmente, uma cobertura de arestas de um grafo G é um conjunto de arestas C de tal forma que cada vértice é incidente a pelo menos uma aresta em C. O conjunto C é dito cobrir os vértices de G. A figura a seguir mostra exemplos de coberturas de arestas em dois grafos.
Uma cobertura mínima de arestas é uma cobertura de arestas de menor tamanho possível.  O número de cobertura de arestas {\displaystyle \rho (G)} é o tamanho de uma cobertura mínima de arestas. A figura a seguir mostra exemplos de coberturas de arestas mínimas.
Note que a figura à direita não é apenas uma cobertura de arestas, mas também um acoplamento. Em particular, é um acoplamento perfeito: um acoplamento M, em que cada vértice é incidente a exatamente uma aresta em M. Um acoplamento perfeito é sempre uma cobertura de arestas mínima.

### Exemplos
- O conjunto de todas as arestas é uma cobertura de arestas, assumindo que não há nenhum vértice de grau-0.

- O grafo bipartido completo Km,n tem número de cobertura de arestas max(m, n).

## Algoritmos
Uma cobertura mínima de arestas pode ser encontrada em tempo polinomial encontrando-se um acoplamento máximo e estendendo-a gulosamente, de modo que todos os vértices sejam cobertos. Na figura a seguir, um acoplamento máximo é marcado com vermelho; as arestas extras que foram adicionadas para cobrir nós não-acoplados são marcadas com azul. (A figura da direita mostra um grafo em que um acoplamento máximo é um acoplamento perfeito; daí que já cobre todos os vértices e nenhuma aresta extra é necessária.)
Por outro lado, o problema relacionado de encontrar uma menor cobertura de vértices e´um problema NP-difícil.